# Championnat de Côte d'Ivoire de football 2005
Navigation
Saison précédente Saison suivante
La saison 2005 du Championnat de Côte d'Ivoire de football était la 47e édition de la première division ivoirienne. Le championnat oppose les 14 meilleures équipes du pays, rassemblées au sein d'une poule unique où les clubs affrontent 2 fois tous leurs adversaires, à domicile et à l'extérieur.
C'est l'ASEC Abidjan, champion depuis 5 saisons, qui termine une nouvelle fois en tête et remporte son 21e titre de champion de Côte d'Ivoire. L'ASEC réalise le doublé Coupe-championnat en battant Séwé Sports de San-Pédro en finale de la Coupe de Côte d'Ivoire.

## Les 14 clubs participants
| - ASEC Abidjan - Satellite FC - Stade d'Abidjan - Issia Wazi - Promu de Division 2 - CO Bouaflé - Sporting Club de Gagnoa - Promu de Division 2 - Séwé Sports de San-Pédro | - Sabé Sports de Bouna - Denguelé Sports d'Odienné - ES Bingerville - Africa Sports - Stella Club d'Adjamé - Réveil Club de Daloa - Jeunesse Club d'Abidjan |

## Compétition
Le barème utilisé pour le classement est le suivant :
- Victoire : 3 points
- Match nul : 1 point
- Défaite, abandon ou forfait : 0 point

### Classement
| Rang | Équipe                    | Pts | J  | G  | N  | P  | Bp | Bc | Diff |
| ---- | ------------------------- | --- | -- | -- | -- | -- | -- | -- | ---- |
| 1    | ASEC Abidjan T C          | 66  | 26 | 21 | 3  | 2  | 39 | 9  | +30  |
| 2    | Africa Sports             | 55  | 26 | 15 | 10 | 1  | 32 | 10 | +22  |
| 3    | Jeunesse Club d'Abidjan   | 45  | 26 | 14 | 3  | 9  | 32 | 22 | +10  |
| 4    | Issia Wazi P              | 44  | 26 | 13 | 5  | 8  | 35 | 24 | +11  |
| 5    | Séwé Sports de San-Pédro  | 42  | 26 | 10 | 12 | 4  | 31 | 22 | +9   |
| 6    | Sporting Club de Gagnoa P | 40  | 26 | 12 | 4  | 10 | 35 | 36 | -1   |
| 7    | Stade d'Abidjan           | 35  | 26 | 9  | 8  | 9  | 25 | 27 | -2   |
| 8    | Stella Club d'Adjamé      | 32  | 26 | 8  | 8  | 10 | 35 | 29 | +6   |
| 9    | Denguelé Sports d'Odienné | 29  | 26 | 7  | 8  | 11 | 29 | 29 | 0    |
| 10   | Réveil Club de Daloa      | 27  | 26 | 7  | 6  | 13 | 28 | 37 | -9   |
| 11   | ES Bingerville            | 26  | 26 | 6  | 8  | 12 | 17 | 30 | -13  |
| 12   | Sabé Sports de Bouna      | 23  | 26 | 5  | 8  | 13 | 19 | 34 | -15  |
| 13   | CO Bouaflé                | 21  | 26 | 6  | 3  | 17 | 14 | 34 | -20  |
| 14   | Satellite FC              | 16  | 26 | 4  | 4  | 18 | 19 | 47 | -28  |

|  | Qualifié pour la Ligue des champions de la CAF 2006 |
|  | Qualifié pour la Coupe de la CAF 2006               |
|  | Relégation en Division 2                            |

## Bilan de la saison
| Tableau d'Honneur                                                    |                          |
| Compétition                                                          | Vainqueur                |
| Championnat de Côte d'Ivoire de football                             | ASEC Abidjan             |
| Coupe de Côte d'Ivoire de football                                   | ASEC Abidjan             |
| Supercoupe de Côte d'Ivoire de football Coupe Félix Houphouët-Boigny | Séwé Sports de San-Pédro |

| Qualifications continentales 2006  |                            |
| Compétition                        | Qualifié                   |
| Ligue des champions de la CAF 2006 | ASEC Abidjan Africa Sports |
| Coupe de la CAF 2006               | Séwé Sports de San-Pédro   |

| Promotions et relégations |                         |
| Relégués en 2e division   | CO Bouaflé Satellite FC |
| Promus en 1re division    | EFYM Lakota FC          |